# Rok Korošec
Rok Korošec (Kamnik, 24 de novembre de 1993) és un ciclista eslovè, professional des del 2014 i actualment a l'equip Amplatz-BMC.

## Palmarès
- 2016
  - 1r al Gran Premi ciclista de Gemenc i vencedor d'una etapa
  - Vencedor d'una etapa a la Volta a Hongria
- 2017
  - 1r a l'Umag Trophy
  - 1r al Visegrad 4 Bicycle Race-GP Czech Republic
- 2018
  - 1r al Gran Premi ciclista de Gemenc i vencedor d'una etapa